# Science Ninja Team Gatchaman
«Science Ninja Team Gatchaman» (яп. 科学忍者隊ガッチャマン Кагаку ниндзятай Гаттяман, «Команда учёных-ниндзя „Гатчаман“») — японский научно-фантастический аниме-сериал, созданный в 1972 году Тацуо Ёсидой, основателем студии Tatsunoko Production. Сериал является одной из ранних и наиболее удачных попыток аниме-индустрии имитировать американские фильмы о супергероях и считается первым классическим аниме жанра сэнтай — историй о небольшой сплочённой команде друзей, борющихся со злом. Успех сериала привёл к созданию нескольких продолжений и ремейков.
Действие происходит в будущем, после 2001 года. Главными героями являются пятеро молодых супергероев, работающих на вымышленную Всемирную научную организацию. Организация борется с группой инопланетных злодеев, которые пытаются захватить природные ресурсы планеты с помощью огромных боевых роботов. Противостоящая захватчикам команда героев использует достижения Всемирной научной организации, в частности, специальные костюмы, делающие их похожими на птиц и дающие разнообразные сверхспособности.
На волне успеха оригинального 105-серийного аниме в конце 1970-х годов было создано два продолжения — сериалы Gatchaman II и Gatchaman Fighter. Кроме того, сняты анимационный фильм и OVA, а также игровое кино по мотивам серии. Кроме японских продолжений и ответвлений, есть три американские переделки: Battle of the Planets и G-Force: Guardians of Space — адаптации оригинального сериала, и Eagle Riders — комбинация двух его продолжений. «Команда учёных-ниндзя», оказавшая влияние на такие известные проекты как «Вольтрон» и Gundam, была одним из наиболее популярных аниме-сериалов 1970-х годов и осталась таковой через несколько десятков лет после создания, попадая в списки лучших мультфильмов как в Японии, так и за её пределами.

## Мир
Действие аниме-сериала развивается в недалёком будущем относительно момента создания, после 2001 года. По сюжету, политическая обстановка на Земле к этому времени достигает относительной стабильности, и независимые государства под руководством ООН ведут мирное существование. Однако это спокойствие внезапно нарушается деятельностью крупной террористической организации, стремящейся присвоить природные ресурсы земли — от мировых запасов золота до крупных месторождений урана. Для достижения своих целей организация нередко использует огромных боевых роботов, имеющих вид разнообразных животных (ме́ха-кайдзю). Единственным, кто догадывался о существовании террористов и возможности атаки, оказывается один из членов Всемирной Научной Организации (ВНО), который сумел заранее собрать и натренировать команду из пяти юных бойцов. Для того, чтобы они могли успешно противостоять врагам, ВНО снабжает их последними техническими достижениями, такими как: «птичьи» костюмы, усиливающие удар и позволяющие своим владельцам высоко прыгать и летать на короткие расстояния; небольшие передатчики, способные трансформировать носителя в птичье обличье, а также позволяющие в любой момент связаться с базой; специальное оружие; сверхсовременные летательные аппараты и автомобили, которые в мирной ситуации маскируются под обычные средства передвижения, а в боевой — интегрируются в главный самолёт под названием «Феникс», усиливая его. Таким образом, команда подростков становится опорой человечества в борьбе со злом.

## Персонажи
Команда ниндзя-учёных Гатчаман:
Кэн Васио — позывной — G1; форма птицы — орёл; транспорт — аэроплан, трансформирующийся в истребитель; персональное оружие — электронный бумеранг-птица (Razor Sonic boomerang); характер — уравновешенный, спокойный, редко принимает эмоциональные решения.
Сэйю: Кацудзи Мори, Масая Оносака (OVA), Томокадзу Сэки (Infini-T Force). Актёр: Тори Мацудзака.
Джо Асакура — позывной — G2; форма птицы — кондор; транспорт — гоночный автомобиль; персональное оружие — гарпунный пистолет; характер — резкий, бескомпромиссный, при этом Джо обладает незаурядным интеллектом.
Сэйю: Исао Сасаки, Кодзи Исии (OVA), Кадзума Судзуки (Infini-T Force). Актёр: Го Аяно.
Дзюн — позывной — G3; форма птицы — лебедь; транспорт — мотоцикл; персональное оружие — йо-йо; характер — душевный, чувственный, она испытывает определённые симпатии к Кэну.
Сэйю: Кадзуко Сугияма, Митико Нэя (OVA). Актриса: Аямэ Горики.
Дзимпэй — позывной — G4; форма птицы — ласточка; транспорт — вездеход; персональное оружие — болас; характер — легкомысленный, простой. Дзимпэй часто делает глупости и постоянно подшучивает над другими членами команды, особенно над Дзюн.
Сэйю: Ёку Сиоя, Рика Мацумото (OVA). Актёр: Тацуоми Хамада.
Рю Наканиси — позывной — G5; форма птицы — филин; транспорт — корабль Феникс; персонального оружия нет; характер — простодушный, любитель много и сытно поесть и отдохнуть.
Сэйю: Синго Канэмото, Фумихико Татики (OVA). Актёр: Рёхэи Судзуки.
Прочие положительные персонажи:
Доктор Кодзабуро Намбу — инициатор создания команды ниндзя-учёных, а также конструктор всего оборудования и снаряжения. Координирует действия и проводит научный анализ полученной информации. Никогда не участвует в боях напрямую. Погибает в самом конце третьего сезона.
Сэйю: Тору Охира, Икуя Саваки (OVA). Актёр: Горо Киситани.
Красный импульс — он же Кэнтаро Васио, отец Кэна, пилотирует высокотехничный истребитель и возглавляет одноимённую группу боевых самолётов.
Сэйю: Хисаёси Ёсидзава, Унсё Исидзука (OVA)
Отрицательные персонажи
Берг Катце (с нем. Bergkatze — «Горная кошка») — командующий армией Галактора, скрывается за стилизованной кошачьей маской — символом организации. Носит фиолетовый костюм с чёрно-красным плащом, поясом с большой пряжкой в форме щита, коричневыми перчатками и ботфортами. Также в некоторых сериях прямо говорится, что Катце был изобретателем многих механических монстров. Коэффициент интеллекта — 280. Несмотря на злодейство, предыстория отмечена трагедией и горем. Катце является гинандроморфом, мутантом, созданным Лидером Икс из разнояйцевых близнецов, способных менять пол. Без маски выглядит как высокая и сильная женщина с длинными светлыми волосами и серо-голубыми глазами. Постоянно использует красную помаду на губах. Ненавидит мир за то, что он отвергает таких существ. Если терпит поражение, то впадает в истерику, опасаясь гнева руководителя. В конце был разоблачён доктором Намбу и узнал, что лидер Галактора только использовал их, чтобы уничтожить Землю. Не вынеся этого, совершил самоубийство, прыгнув в яму с лавой. Последним желанием Катце было жить как два отдельных человека.
Сэйю: мужчина — Микио Тэрасима, Канэто Сиодзава (OVA), Мамору Мияно (Gatchaman Crowds), женщина — Сима Сакаи (29 серия), Хироко Мори (31 серия), Тосико Савада (32—33, 46 и 70 серии), Айко Коносима (102 серия), Ай Орикаса (OVA). В игровом фильме 2013 года роль исполнила Эрико Хацунэ.
Лидер Галактора — он же Лидер Икс — инопланетный искусственный разум с планеты Селектро, в начале сериала появлялся как размытое изображение лица на мониторе компьютера. Отдаёт приказы непосредственно Бергу Катце и планирует стратегические операции. Гибнет в конце второго сезона. В начале третьего сезона реконструирует себя в новом теле и называется уже Лидер Зэт. В конце уничтожен навсегда — при этом, взрыв его вместилища убивает и команду ниндзя.
Сэйю: Нобуо Танака, Сэидзо Като (Gatchaman Fighter, OVA)

## Сюжет
Первый сезон.
Спокойный мир, приближающийся к вечному и глобальному счастью. Дружные и добрые друг к другу страны, живущие под общим флагом Организации Объединённых Наций. Мир, где есть одна нация — люди, и одна религия — наука. Люди забросили игры в войну и занялись экологией, построили сверхчистые города. Миром управляет наука, а наукой — организация, имеющая монополию на все изобретения — ISO, или Международная Научная Организация.
Внезапно появляется террористический Синдикат Галактора, возглавляемый человеком в маске по имени Берг Катце, с целой армией солдат и гигантских роботов огромной разрушительной мощи. Войска ООН ничего не могут поделать с механическим монстром, разрушающим всё на своем пути и крадущим ядерное топливо. Мир в шоке и хаосе, ООН поспешно совещается и не находит выхода. Только один человек знает, в чём дело. Доктор Кодзабуро Намбу, личный ассистент президента ISO, знал о Галакторе долгое время и работал над оружием против него. Понимая, что мир не готов к правде, он в течение десятилетий скрывал опасность от своего начальства и на собственные деньги готовил противодействие террористам. Это — команда «Гатчамен», пятёрка молодых людей, которых с самого раннего детства готовили к войне. Снабженные такими же совершенными, как и у Галактора, машинами, они устремляются в бой, побеждая и первого меха Галакторов, и последующих. Видя их успехи, ISO успокаивается и обязывается помогать Намбу и проекту «Гатчамен».
Неожиданно враги наносят героям ужасный удар, убивая отца основного члена команды и человека, вокруг которого все и крутится — Кэна Васио. Вторая часть сезона сопровождается печалью Кэна и появляющимися из-за этого неудачами. Объявляется некий Лидер Икс, который оказывается инопланетным искусственным разумом, главным врагом и настоящим лидером Галактора. Развязка — умирают Джо Асакура и Берг Катце, а Лидер Икс в покидает «обречённую планету».
Второй сезон
Внезапно оказывается, что Джо жив. Он появляется, намекая на то, что его спас некий учёный. Возникает вопрос — что тот учёный сотворил с Джо, если от него отскакивают пули, он спокойно плавает в раскаленной лаве и пропускает ток через своё тело? Что общего между главной злодейкой, Гель Садрой, и новой ассистенткой доктора Намбу, Пандорой? Итог — Джо стал киборгом и рассуждает о своей человечности, доктор Пандора приходится матерью для Гель Садры. Гель Садра предаёт Галактор, чтобы быть с матерью, и гибнет почти сразу же. Доктор Пандора также умирает, пытаясь соединиться с дочерью. Финальный бой — Лидер Икс повержен ценой Джо, электроника которого на грани отключения.
Третий сезон
«Гатчамен-боец», или третий сезон, содержал 48 серий. В сюжете появляется Лидер Зэт, реконструированный и улучшенный Икс, и граф Эгобосслер, крупный мафиози, покоряющий Европу своей армией. Два злодея, пришелец-искусственный разум и одержимый военный стратег, заключают союз. Первым от их рук гибнет доктор Намбу. Зэт и Эгобосслер расходятся во мнениях. Пришелец жаждет гибели Земли, граф желает править всем миром. Галактор раскалывается на две части, и разгораются междоусобные войны. Под угрозой разрушения Земли астероидом из антивещества, в самый разгар кровавых боёв, команда отправляется в массивное тело Лидера Зэт, где они находят Эгобосслера — проткнутого собственным мечом. В конце концов тело Зэта взрывается, и из него вылетает Жар-птица — главное оружие команды «Гатчамен».

## История создания
В 1960-х годах анимационная студия Tatsunoko Production, основанная тремя братьями по фамилии Ёсида — Тацуо, Кэндзи и Тоёхару, — уже успела создать себе в японской аниме-индустрии хорошую репутацию такими работами как «Kurenai Sanshiro» («Judo Boy») и «Mach Go Go Go» («Спиди-гонщик», «Speed Racer»). В начале 1970-х годов президент компании Тацуо Ёсида рассудил, что дети, охотно смотревшие эти сериалы, уже подросли, и решил сделать для них новый, более сложный проект. В то время аниматоры начали проявлять выраженный интерес к научно-фантастическим темам, и Ёсида последовал этой тенденции. Сначала он планировал создать ме́ха-сериал, главной темой которого были бы сражения и приключения роботов, однако после некоторого размышления решил поднять в своей работе более сложный вопрос — использование человечеством научных достижений и взаимодействие его с окружающей средой.
Ёсида позаимствовал многие элементы и приёмы организации повествования из американских фильмов о супергероях с их красочными костюмами, дающими невероятные силы, и тайной жизнью персонажей, вынужденных скрывать от окружающих свои приключения. Тематика ниндзя появилась в сериале благодаря популярному тренду: по словам Тоёхару Ёсиды (более известного под псевдонимом Иппэй Кури), до основания студии Tatsunoko братья сотрудничали с издательством, выпускавшим мангу о приключениях ниндзя, которая была самым популярным комиксом этого издательства. Так у братьев появилась идея соединить научную фантастику с темой ниндзя, чтобы создать нечто новое, ещё неизвестное на тот момент.
Для реализации своего проекта Тацуо Ёсида собрал команду профессионалов: продюсером аниме выступил Иппэй Кури, за анимацию отвечал Садао Миямото, перешедший в Tatsunoko из Mushi Production Осаму Тэдзуки, а за дизайн персонажей — Ёситака Амано, позже ставший известным благодаря работе над серией игр Final Fantasy. Вначале планировалось назвать новый проект «Birdman» — «птицечеловек». Однако потом название изменилось на «Gatchaman» — как пояснил придумавший его рекламный агент Кандзи Мацуяма, сотрудничавший с Tatsunoko, это слово произошло от звукоподражания «гаття» (яп. ガッチャ), которое употреблялось на железной дороге и обозначало звук сцепления вагонов поезда (существовала даже профессия «гаттяман» — человек, вручную сцеплявший вагоны). В новом аниме это стало означать звук стыковки различных частей боевых роботов.

## Выпуск на видео
Gatchaman неоднократно выходил на DVD, только на японском издании 2000—2001 годов было 27 дисков со 105 сериями. В США полную коллекцию на 18 DVD в 9 частях представила ADV Films в 2005—2006 годах.

## Американские переиздания
В 1978 году сериал был куплен для проката в США фирмой Sandy Frank Entertainment, и перемонтирован в 85-серийную версию, вышедшую под названием «Битва планет» (Battle of the Planets). В получившимся издании были изменены имена персонажей, география происходящих событий, был введён ещё один герой — робот 7Zark7 (Севен Зарк Севен), помощник команды, а также удалены некоторые сцены, содержащие насилие.
В 1987 году лицензию на трансляцию приобрела другая американская фирма — Sparklin' Entertainment. Она также выпустила сокращенный вариант, под названием «Джи-форс: Стражи космоса» (G-Force: Guardians of Space) общим количеством 85 серий. В данной версии так же цензуре подвергся ряд сцен, и так же были изменены имена персонажей, но «Стражи космоса» оказались ближе к оригинальному изданию 1972 года
В 1996 году второй и третий сезоны были выпущены компанией Saban Entertainment в США, Канаде и Австралии под названием Eagle Riders. Всего вышло 65 серий, данная версия не имела ничего общего с предыдущими американскими изданиями и оригиналом. В ней также изменили имена главных героев, вырезали сцены содержащие насилие.

## Отзывы и критика
Science Ninja Team Gatchaman занимает 10 место в топ-100 аниме по версии журнала Animage.
Американский дизайнер и сценарист Шеннон Тиндл в интервью рассказал, что впервые посмотрел сериал по телевизору в четыре года. Тогда он назывался Battle of the Planets, а команда героев — G-Force. Тиндл не видел ничего подобного, и его сразу зацепило. В сельской местности Кентукки развлечения ограничивались Looney Tunes, Marvel Comics и мультфильмами Диснея. Единственным исключением были «Звёздные войны», первый большой научно-фантастический опыт. Gatchaman их объединил. Мало кто знал, что это сделано в Японии, хотя дизайн, анимация и сюжет полностью отличались от американских супергероев. В конце 1980-х — начале 1990-х годов аниме и манга только начали просачиваться в Штаты. Тиндл смотрел «Акиру», читал Kamui, Kozure Okami и узнал, что Battle of the Planets на самом деле был отредактированной дублированной версией Gatchaman, получив на руки пиратские копии, а затем и лицензионные DVD с оригинальной озвучкой, когда переехал в Лос-Анджелес. Японский выпуск содержал больше насилия и непристойности, которые не предназначались для детей. Несмотря на ностальгию по релизу в США, жёсткая сторона первоначальной версии великолепна. Со временем заметны бюджетные ограничения — повторно используемые кадры и фон, но хорошо спроектированные и продуманные, что всё ещё кажется свежим. Работы Ёситаки Амано вдохновили дизайн сестёр Сариацу в «Кубо. Легенда о самурае», где они носят крылатые накидки. С другой стороны, внешний вид ниндзя-учёных мог быть заимствован у ацтекских воинов-орлов.